# Josef Beránek
Josef Beránek (Litvínov, 25 ottobre 1969) è un ex hockeista su ghiaccio ceco.

## Palmarès

### Olimpiadi
- Oro a Nagano 1998.